# Nijuman no borei
Pour plus de détails, voir Fiche technique et Distribution.
Nijuman no borei (200 000 fantômes ; 二十万の　亡霊) est un court métrage français réalisé par Jean-Gabriel Périot et sorti en 2007.

## Synopsis
Le film présente une succession d'images inanimées du dôme de Genbaku, Mémorial de la Paix de la ville japonaise d'Hiroshima.
Sur une musique douce et lancinante de Current 93 (titre "Larkspur and Lazarus") quelque 650 images défilent toutes centrées sur l'architecture de cet édifice symbolique, le seul bâtiment encore debout après l'explosion de la bombe atomique sur la ville le 6 août 1945.  
Les images sélectionnées offrent une vision du bâtiment et un panorama de la ville sur la période de 1914, date de la construction de l'édifice, à 2006. L'explosion de la bombe laisse place à un écran blanc après la quarante-cinquième image. Le film repart lentement sur la ville dévastée puis, à partir de l'étape de reconstruction, le défilement reprend son rythme du début avant de s'accélérer vers la fin.
Le dôme de Genbaku est inscrit au patrimoine mondial de l'UNESCO depuis 1996.

## Fiche technique
- Titre : Nijuman no borei (200 000 fantômes)
- Réalisation : Jean-Gabriel Périot
- Recherches images, traduction : Yasue Ikazaki
- Retouches images : Clément Jautrou
- Musique : Current 93
- Montage son : Xavier Thibault
- Mixage : Laure Arto
- Production : Guillaume Desmartin, Frédéric Dubreuil, Yves le Yaouanq
- Distribution (France) : Heure Exquise
- Pays d'origine :  France
- Format : couleur et noir et blanc, Dolby SR, sans dialogue
- Édition format : 35mm, DCP, fichiers numériques
- Genre : documentaire
- Durée : 10:54 minutes
- Date de sortie : 2007

## Distinctions
- Grand Prix / Japan media art festival Tokyo
- Grand prix / KIVF Kansk
- Prix du jury / short film festival Tempe Arizona
- Grand prix du jury / festival courtscourt Tourtour
- 1st prize and audience prize / Videologia Volgograd
- Dick Arnall award / Aurora Norwich
- Animate Award / Encounters, Bristol
- Best international film / Ann Arbor international Film Festival
- 3rd prize / Animadrid
- Best documentary / L'alternativa Barcelone
- Best documentary / Concorto Pontenur
- Best documentary / short film festival l'Aquila
- Meilleur film expérimental / Montecatini international short film festival
- Meilleur film d'architecture / Novara short film festival
- Prix de la jeunesse / festival de Vendôme
- Prix de la jeunesse et prix du public / festival de court métrage de Limoges
- Prix coup de cœur / Courts devant Paris
- Prix du public / Light up Cambridge short festival
- Prix de la presse / un festival c'est trop court Nice
- Prix Image et son / Les écrans documentaires Arcueil